# Rocky Gattellari
Rocky Gattellari, all'anagrafe Rocco Gattellari (Oppido Mamertina, 1941 – Sydney, 23 giugno 2023), è stato un pugile australiano, di origini italiane.

## Biografia
Gattellari rappresentò l'Australia alle Olimpiadi di Roma del 1960 nella categoria dei pesi mosca, dove sconfisse il marocchino Abdelkader Belghiti al secondo turno prima di essere eliminato dall'ungherese Gyula Török, che avrebbe poi vinto l'oro.
Entrò tra i professionisti il 18 settembre 1961 e mesi dopo divenne il campione australiano dei pesi mosca, difendendo quindi il titolo con successo in due occasioni. Fu infine sconfitto dall'italiano Salvatore Burruni per KO al round 13. 
Nel 1967 Gattellari affrontò Lionel Rose per il titolo australiano dei pesi paglia, ma perse per KO al round 13. Si ritirò nel 1968.
Gattellari tornò sul ring nel 1979, in un match contro Paul Ferreri per il titolo australiano dei pesi piuma. Perse per KO al terzo round e abbandonò definitivamente la boxe, con un record di 21 vittorie (di cui 12 per KO), tre sconfitte (tutte per KO) e un pareggio.
In seguito aprì in Australia un ristorante chiamato Berowra Waters Inn, poi fallito.
Nel 1995 si presentò come candidato del Partito Liberale d'Australia alle elezioni nel distretto di Cabramatta, ma senza successo.
Gattellari è morto nel 2023, per le complicazioni di una malattia neurodegenerativa.